# Streckmånspindel
Streckmånspindel (Scotina celans) är en spindelart som först beskrevs av John Blackwall 1841.  Streckmånspindel ingår i släktet Scotina och familjen månspindlar. Arten är reproducerande i Sverige. Inga underarter finns listade i Catalogue of Life.